# Mitauische Zeitung
Die Mitauische Zeitung war eine deutschsprachige Zeitung, die von 1766 bis 1916 in Jelgava (dt. Mitau) im Herzogtum Kurland und Semgallen sowie im Russischen Kaiserreich erschienen ist. Sie war ein Nachrichtenblatt mit dem kulturpolitischen Ziel, die Volksaufklärung zu unterstützen. Der hochfürstliche Hofbuchdrucker Christian Liedtke, Inhaber der Mitauer Druckerei, ließ das Blatt unter dem Titel Mitauische Nachrichten zunächst für einen ausgewählten Leserkreis drucken. Nach seinem Tod übernahm 1767 seine Witwe die Herausgeberschaft, die sie nach ihrer Heirat mit dem Druckereibesitzer Johann Friedrich Steffenhagen an diesen übertrug. 1775 wurde der Zeitungsverlag Steffenhagen dem Akademischen Gymnasium unterstellt. 1777 erhielt Professor Matthias Friedrich Watson das Verlagsprivileg, nach seinem Tod wiederum das Akademische Gymnasium. 1811 wird das Blatt in Allgemeine deutsche Zeitung für Rußland umbenannt, 1832 in Mitauische Zeitung. Aufgrund von zahlreichen Titelwechseln und Bestandsverlusten ist der Erscheinungsverlauf von der Presseforschung noch nicht eindeutig rekonstruiert worden.
Seit der Durchführung der Kirchenrevolution in Kurland und Livland stießen viele Schriftsteller zur Redaktion. Nur selten sind diese jedoch namentlich greifbar, da die Artikel nur wenige direkte Hinweise auf Verleger, Redakteure und Leserschaft enthalten. Die Mitauische Zeitung enthielt eine zentrale Rubrik „Gelehrte Sachen“ mit Buchanzeigen und -rezensionen sowie eine weitere namens „Staatssachen“ mit Nachrichtenblöcken zusammengefasster Meldungen aus dem In- und Ausland. Der Stil ist gemein- als auch literatursprachlich und enthält lediglich in den Annoncen regionale dialektale Beimischungen. Die Redaktion publizierte im 18. Jahrhundert auch lettischsprachige Texte. Von literaturhistorischer Bedeutung sind die frühen Texte des Schriftstellers Johannes Ferdinand von Günther.